# Vệ Ban Sư
Vệ quân Ban Sư (chữ Hán: 衛君般師; trị vì: 477 TCN), tên thật là Cơ Ban Sư, là vị vua thứ 31 của nước Vệ – chư hầu nhà Chu trong lịch sử Trung Quốc.
Rất ít thông tin về thân thế của Cơ Ban Sư. Tả truyện cho rằng ông là cháu nội Vệ Tương công nên còn gọi là Công Tôn Ban Sư, tuy vậy không rõ cha của Ban Sư là ai.
Năm 478 TCN, thời Vệ Hậu Trang công, Triệu Ưởng nước Tấn đem quân đánh Vệ, Vệ Trang công và thế tử Tật bị giết, người nước Vệ tôn Ban Sư nối ngôi, nhưng không lâu sau, Điền Hằng nước Tề lại đánh Vệ, phế Ban Sư, lập con thứ của Vệ Linh công là Vệ Khởi lên làm vua.
Sau không rõ kết cục của ông ra sao.